# Tom Lacoux
Tom Lacoux, né le 25 janvier 2002 à Bordeaux, est un footballeur français qui évolue au poste de milieu central à l'Újpest FC.

## Biographie

### Jeunesse et formation
Né à Bordeaux en France, Tom Lacoux passe par le Stade bordelais avant de rejoindre en 2016 le centre de formation des Girondins de Bordeaux, club qu'il supporte depuis son plus jeune âge. Il fait toute sa formation avec les Girondins et porte notamment le brassard de capitaine avec les U19.

### Débuts professionnels avec Bordeaux
Le 23 décembre 2020, Lacoux est lancé dans le monde professionnel par son entraîneur, Jean-Louis Gasset, lors d'une rencontre de Ligue 1 face au Stade de Reims. Il entre en jeu à la place de Yacine Adli lors de ce match perdu par son équipe (1-3 score final).
Le 25 mars 2021 est annoncé la signature de son premier contrat professionnel, prenant effet à partir du mois de juillet et d'une durée de trois ans,
À l'issue de la saison 2021-2022, les girondins de Bordeaux sont relégués en Ligue 2. Il profite de la descente de son club et du départ de nombreux joueurs cadres pour récupérer le brassard de capitaine pour le début de la saison 2022-2023.

### Départ pour la Hongrie
Le 19 août 2024, à la suite de la relégation administrative des Girondins, il rejoint librement le club hongrois de l'Újpest FC.